# Celebrandi
A Celebrandi egy magyar társkereső reality.
A műsor 2023. július 24-én indult el az RTL-en. A műsorvezetője Puskás Peti, illetve párja, Puskás-Dallos Bogi volt.

## Története
2023. május 2-án bejelentették, hogy hamarosan egy új, társkereső realityt indít. A szereplők leleplezés szakaszát 2023. május 18. és június 8-a között zajlott le. A műsor indulási időpontját, illetve a műsorvezetőjét 2023. július 11-én jelentették be.

## A műsor menete
Az műsor reality-jében ismert emberek szeretnék megtalálni a párjukat. A boldogság bárkire, bármikor rátalálhat, akár egy ismert ember is lehet az igazi, hiszen a hírességek is ugyanúgy vágynak a szerelemre, mint bárki más. A randizás nem egyszerű műfaj, még a celebek számára sem. A nyolc ismert ember szeretné megismerni és megtalálni az igazit. Ahhoz pedig, hogy eligazodjanak a randik szövevényes világában nem akármilyen segítséget kapnak.

## Randizó celebek
- Bogdányi Titanilla
- Danics Dóra
- Frohner Fecó
- Jázmin Viktória
- Köcse György
- Lukács Miki
- Papp Zsombor
- Schumacher Vanda

## Epizódok
| Évad | Évad | Részek száma | Részek száma | Eredeti sugárzás | Eredeti sugárzás    | Eredeti adó |
| Évad | Évad | Részek száma | Részek száma | Évadbemutató     | Évadzáró            | Eredeti adó |
| ---- | ---- | ------------ | ------------ | ---------------- | ------------------- | ----------- |
|      | 1.   | 20           | 20           | 2023. július 24. | 2023. augusztus 18. |             |